# Kärrsjön (Härryda socken, Västergötland)
Kärrsjön är en sjö i Härryda kommun i Västergötland och ingår i Kungsbackaåns huvudavrinningsområde. Sjön är 9,9 meter djup, har en yta på 0,43 kvadratkilometer och är belägen 134,7 meter över havet. Sjön avvattnas av vattendraget Sågebäcken.

## Delavrinningsområde
Kärrsjön ingår i det delavrinningsområde (639650-129124) som SMHI kallar för Mynnar i Västra Ingsjön. Medelhöjden är 136 meter över havet och ytan är 12,27 kvadratkilometer. Det finns inga avrinningsområden uppströms utan avrinningsområdet är högsta punkten. Sågebäcken som avvattnar avrinningsområdet har biflödesordning 2, vilket innebär att vattnet flödar genom totalt 2 vattendrag innan det når havet efter 31 kilometer. Avrinningsområdet består mestadels av skog (77 procent). Avrinningsområdet har 3,09 kvadratkilometer vattenytor vilket ger det en sjöprocent på 7,6 procent. Bebyggelsen i området täcker en yta av 0,84 kvadratkilometer eller 2 procent av avrinningsområdet.